# Gemmula pseudogranosa
Gemmula pseudogranosa é uma espécie de gastrópode do gênero Gemmula, pertencente a família Turridae.